# 聂建国
聂建国（1958年8月4日—），男，湖南衡阳人，中国结构工程专家，中国工程院院士。清华大学土木工程系教授，清华大学未来城镇与基础设施研究院院长。

## 生平
1982年毕业于湖南大学。1984年获郑州工学院硕士学位。1991年获南斯拉夫铁托格勒大学博士学位。2013年当选为中国工程院院士。